# Koltai Lajos

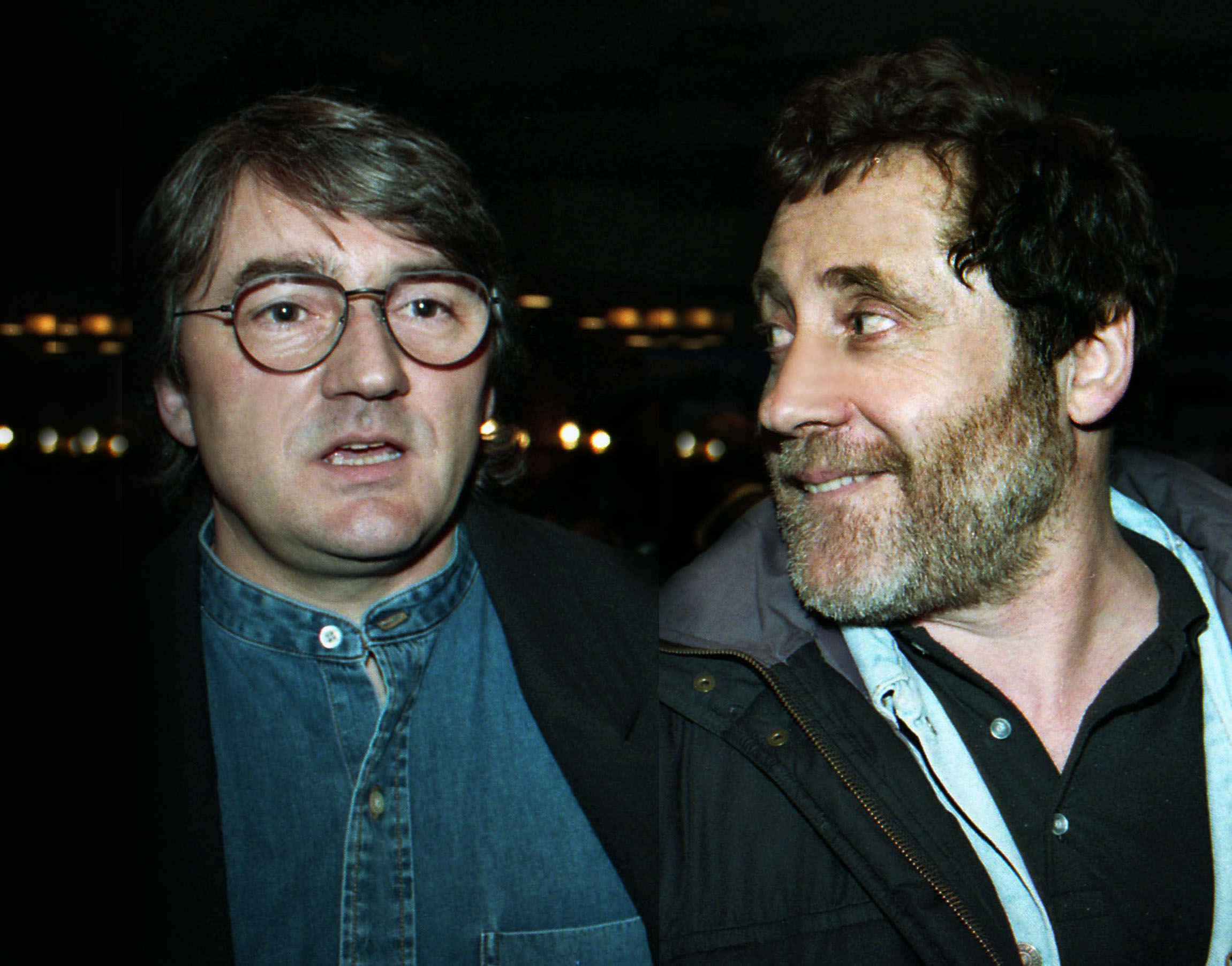
Koltai Lajos és Koltai Róbert

Koltai Lajos (Budapest, 1946. április 2. –) a Nemzet Művésze címmel kitüntetett, Kossuth- és Balázs Béla-díjas magyar operatőr, rendező, érdemes művész.

## Életpályája
Gimnazistaként amatőr filmeket készített. 1964–1965-ben a Magyar Televízióban töltött egy évet segédoperatőrként, majd kameramanként. 1965-ben került a Színház- és Filmművészeti Főiskola operatőr szakára, ahol Illés György tanítványa volt. 1970-ben az Agitátorok című filmmel diplomázott. 1970 óta a Mafilmnél dolgozik.
Kezdetben dokumentumfilmeket készített, később három játékfilmben mestere, tanára kameramanja volt. Az 1970-es évek magyar operatőri művészetének egyik meghatározó alakja. Kivételes képessége, hogy a legkülönbözőbb stílustörekvésű rendezőknek is egyenrangú alkotótársa tud lenni, így a „dokumentarista” és „esztetizáló” irányzatú játékfilmművészet képi világának kimunkálásában egyaránt vezető szerepet játszhatott. Dokumentumfilmjeiben és „dokumentarista” játékfilmjeiben közvetlenül hasznosította a tévében szerzett tapasztalatát (szűk képkivágással mozgó kamera). Eddigi munkásságának nem elhanyagolható része a tévéjátékok és tévéfilmek fényképezése (különösképpen Maár Gyula, Ranódy László, Fazekas Lajos, Sándor Pál és Szabó István rendezései).
Magyarországon egyedülálló módon ültette át a fekete-fehér filmezésben kialakított kompozíciós elveit a színesfilm-fényképezésbe. A sötét tónus, a félhomály elsősorban mozifilmjeiben uralkodott, ugyanakkor néhány tévéfilmjében tudatosan az ellenkezőjére, a világos tónusok uralmára törekedett. Továbbfejlesztette a szórt megvilágítás külföldön és hazánkban mások által kezdeményezett módszerét: a belső terek megvilágítását illetően világviszonylatban is a legjobb operatőrök közé emelkedett. Az Ajándék ez a nap (1979) külön említést érdemel: kétfajta alapszín váltogatásával figyelemre méltó színdramaturgiai kísérlet. Dokumentáris szellemű alkotásai egy részében legföljebb csak uralkodó alaptónussal, szűk képkivágással operált, máskülönben a valóságos fény- és színviszonyok követésén alapuló filmképi egységteremtés útját járta. Ez utóbbi magasabb fokon – kifinomult világítástechnikával, kompozíciós tapasztalattal, csak dramaturgiailag indokolt helyeken alkalmazott effektusokkal – valósította meg a Mephistóban (1981). Tagja az Oscar-díjat osztó amerikai filmakadémiának és az Amerikai Operatőrök Egyesületének. Egyszer javasolták Oscar-díjra, a Maléna című filmért. Az Oscar-díjas Mephisto (1981) operatőre.
2021 szeptemberétől a Színház- és Filmművészeti Egyetem osztályvezető tanára.

## Lajosing
Különleges megvilágítási eljárás, amit Koltai Lajos használt és a szakma a módszert a neve után „Lajosing”-nak („lajosolás”-nak) nevezte el. Lényege, hogy a szereplők közelében lévő bútorokra irányított (és ezáltal megfestett) fény adja a különleges hangulatú megvilágítást. Egy montréali HBO-produkció forgatásán, a Régi bűnök, újvilág (Descending Angel, 1990) alkalmazta először ezt a technikát.

## Filmjei
- Illetlen fotók (1970)
- Agitátorok (1970)
- Nászutak (1970)
- Tisztelt cím! (1971)
- Prés (1971)
- Három lányok (1971)
- Archaikus torzó (1971)
- A harmadik (1971)
- Magyar vakáció (1972)
- Ifivezetők (1972)
- Szabad lélegzet (1973)
- Kínai kancsó (1973)
- Fürdés (1973)
- Álljon meg a menet (1973)
- Végül (1974)
- Ámokfutás (1974)
- Egy egyedi eset (1975)
- Déryné, hol van? (1975)
- Örökbefogadás (film) (1975)
- Jutalomutazás (1975)
- Az utolsó tánctanár (1975)
- Autó (1975)
- A járvány (1975)
- Teketória (1976)
- Szépek és bolondok (1976)
- Veri az ördög a feleségét (1977)
- Kilencedik emelet (1977)
- Jókai Mór: A lőcsei fehér asszony (1977)
- Filmregény (1977)
- Amerikai cigaretta (1977)
- A ménesgazda (1978)
- Filmregény - Három nővér (1978)
- Olyan mint otthon (1979)
- Bizalom (1979)
- Angi Vera (1979)
- Ajándék ez a nap (1979)
- Színes tintákról álmodom (1980)
- Harcmodor (1980)
- Mephisto (1981)
- Megáll az idő (1981)
- Haladék (1981)
- Adj király katonát! (1982)
- Guernica (1983)
- Mennyei seregek (1984)
- Bali (1984)
- Lenin (1985)
- Redl ezredes I.-II. (1985)
- Hajnali háztetők (1986)
- Gaby - Egy csodálatos élet (1987)
- Hanussen (1988)
- Homer és Eddie (1989)
- A tökéletes tanú (1989)
- A gyönyör rabjai (1990)
- Találkozás Vénusszal (1991)
- Négykezes géppisztolyra (1991)
- Édes Emma, drága Böbe (1992)
- Hemingway és én (1993)
- Most jövök a falvédőről (1993)
- Ha a férfi igazán szeret... (1994)
- Egy igaz ügy (1995)
- Anya (1996)
- Offenbach titkai (1996)
- Tengerre, tata! (1997)
- Az óceánjáró zongorista legendája (1998)
- A napfény íze (1999)
- Maléna (2000)
- Szembesítés (2001)
- Max (2002)
- A császárok klubja (2002)
- Csodálatos Júlia (2004)
- Rokonok (2005)
- Zárójelentés (2020)

## Filmrendezései
- Sorstalanság (2005) (Kertész Imre műve alapján)
- Este (2007) (Susan Minot műve alapján)
- Semmelweis (2023)

## Díjai, elismerései
- A filmkritikusok díja (1976, 1978, 1983)
- Balázs Béla-díj (1977)
- locarnói Ernest Artaria-díj (1979)
- a filmszemle díja (1982, 1985, 1987)
- Érdemes művész (1982)
- Kossuth-díj (1985)
- David di Donatello-díj (1999, 2001)
- Európai Filmdíj – a legjobb európai operatőr (1999) (A napfény íze, Az óceánjáró zongorista legendája)
- Magyar Művészetért díj (2003)
- Prima Primissima díj (2010)
- Budapest díszpolgára (2012)
- A Nemzet Művésze (2016)
- Óbuda-Békásmegyer díszpolgára (2018)
- Magyar Mozgókép Díj – A legjobb rendező (2024) /Semmelweis/[9]
- A Magyar Filmakadémia életműdíja (2025)